# Microssatélite
Microssatélites são unidades de repetição de pares de bases do ADN (AT, GC), que são utilizados como marcador genético em estudos de parentesco, as migrações humanas e de origem humana. Os microssatélites apresentam taxas mais altas de mutação genética em relação a outras partes do ADN e, portanto, perfeito para estudar ancestralidade humana. Eles são basicamente loci polimórficos presentes no ADN nuclear e ADN organela que consistem em unidades repetitivas 3-7  bases de comprimento.
O conceito de marcadores está intimamente ligado à incapacidade humana de definir, com precisão, os fatores genéticos que governam as características fenotípicas de seu interesse. É prática comum no melhoramento genético de plantas e animais tentar identificar caracteres facilmente detectáveis, como cor de flor, que estejam fortemente correlacionados com uma característica de difícil mensuração, como a resistência a determinada doença. Se a associação, de fato, existe, o caráter qualitativo é um marcador fenotípico ligado à resistência. Neste caso, é muito provável que pelo menos um gene, que determine o caráter qualitativo esteja localizado no mesmo grupo de ligação dos genes que governam a resistência. Partindo desse princípio, qualquer fragmento de ADN próximo ao gene de resistência poderia ser utilizado como marcador, que neste caso é denominado marcador molecular. A grande vantagem dos marcadores moleculares de ADN, com relação a outros tipos de marcadores é a sua abundância, a sua insensibilidade aos fatores do ambiente e o fato de o ADN estar presente em todas as células do organismo.

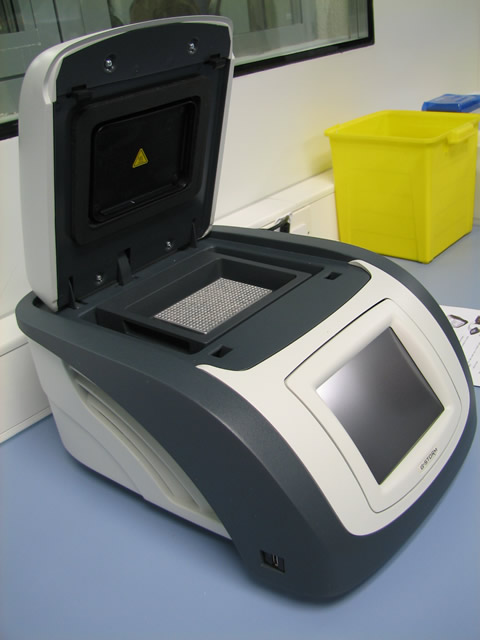
Termociclador, Aparelho utilizado para realizar uma PCR.

## Definição de microssatélites
Diferentes experimentos no início dos anos 80 demonstraram que,os genomas eucariotas são densamente povoados por diferentes classes de sequências repetidas, umas mais complexas (minisatélites) e outras mais simples. Sequências simples repetidas (“SSR-Simple Sequence Repeats”), mais tarde denominadas também de microsatélites, consistem de pequenas sequências (“sequence motif”) com 1 a 4 nucleotídeos de comprimento, repetidas em tandem. Em genomas de eucariotos, estas sequências simples são mais freqüentes, melhor distribuídas ao acaso e formam locos hipervariáveis constituídos por minisatélites. Este loco altamente polimórfico, amplificado via PCR foi também denominado de “STMS- Sequence Tagged Microsatellite Sites”, ou seja, sítios de microssatélies marcados por sequência,e constituem a classe mais polimórfica de marcadores moleculares disponíveis hoje.O acrônimo SSRP (Simple Sequence Repeat Polymorphism) também é comumente encontrado em literatura. Microsatélites têm sido observados em diversos organismos, como em seres humanos, baleias, Drosophila , camundongos , bovinos e caprinos , espécies vegetais, entre outros. Em plantas, a sua existência já havia sido sugerida, com a observação de que oligonucleotídeos contendo elementos repetidos de TG e GATA/GACA detectam polimorfismo, quando utilizados como sondas RFLP. Os elementos repetidos mais freqüentes em mamíferos são extensos de di-nucleotídeos CA e TG. Em plantas, uma busca em bancos de dados de sequências de ADN publicadas revelou que sítios de microsatélites são largamente distribuídos com uma freqüência de um a cada 50 mil pares de bases. Sua presença foi constatada em 34 espécies vegetais, sendo que o alimento repetido mais comum foi o di-nucleotídeo AT claramente documentaram a presença de sequências simples repetidas em plantas pela primeira vez. O experimento surpreendentemente incluiu 5 espécies arbóreas tropicais, além de milho. Marcadores baseados em microsatélites estão, atualmente, sendo desenvolvidos para aplicações de mapeamento genético para algumas culturas anuais de maior expressão tais como soja, arroz e trigo bem como, para arbóreas florestais como Pinus e frutíferas como Citrus.

## Aplicações
Os marcadores moleculares são utilizados em investigações genéticas com diversas finalidades, como por exemplo, na identificação de clones, linhagens, híbridos, cultivares, paternidade, estimativas de diversidade, fluxo gênico, taxa de cruzamento, parentesco e na construção de mapas genéticos. Marcadores permitiram identificar espécies, independente do estado de vida do animal. Os microssatélites são essenciais marcadores na seleção de animais, vegetais, bactérias, dentre outros e estão amplamente distribuídos pelos cromossomos do genoma. A utilidade destes marcadores agrupados aos avanços na biotecnologia de reprodução possibilita perspectivas promissoras no melhoramento animal, vegetal e outros, devido à elevação da intensidade e precisão da escolha e na diminuição do intervalo entre gerações. Os microssatélites tem outras aplicações como por exemplo: grau de estruturação de populações, a freqüência de fenômenos migratórios, o fluxo de genes, o afunilamento demográfico, a redução do tamanho efetivo de uma população, a diagnose de hibridismo e as aplicações forenses como o rastreio de abates ilegais.

## Histórico
- 1981 - Análise da sequência de alelos no lócus da globina encontrado um número variável de sequências curtas.
- 1982 - Identificação de um seqüenciamento alternado pirimidina purina (polímeros em genomas eucarióticos).
- 1985 - Demonstração de extensa variabilidade da duração do tandem ADN repetitivo como revelado pela ADN de minisatélites.
- 1986 - Regiões da “simplicidade enzimática” identificado como uma importante fonte de variação genética.
- 1989 - Desenvolvimento de PCR baseados na extração de microssátélites.
- 1991 - Microssatélites introduzidos para estudos dos recursos naturais populacionais.
- 1992 - Microssatélites utilizados para derivar a primeira análise detalhada no mapa genômico do ser humano.
- 1993 - Um grande número de microssatélites com mutações identificadas em análises de pedigree em humanos.
- 1994 - Análise de escalas das reações entre possíveis populações humanas feitas por micossatélites.

## Marcadores baseados na amplificação de microsatélites
Diferentes experimentos no início dos anos 80 demonstraram que os genomas eucariotos são densamente povoados por diferentes classes de sequências repetidas, umas mais complexas (minisatélites) e outras mais simples. Sequências simples repetidas (“SSR-Simple Sequence Repeats”), mais tarde denominadas também de microsatélite, consistem de pequenas sequências (“sequence motif) com 1 a 4 nucleotídeos de comprimento, repetidas em tandem. Em genomas de eucariotos, estas sequências simples são mais freqüentes, melhor distribuídas ao acaso e formam locos hipervariáveis constituídos por minisatélites. Este loco altamente polimórfico, amplificado via PCR foram também denominados de “STMS- Sequence Tagged Microsatellite”, ou seja, sítios de microsatélies marcados por sequência, e constituem a classe mais polimórfica de marcadores moleculares disponíveis hoje. O acrônimo SSRP (Simple Sequence Repeat Polymorphism) também é comumente encontrado em literatura. Microsatélites têm sido observados em diversos organismos como em seres humanos  baleias, Drosophila , camundongos , bovinos e caprinos ,entre outros. Em plantas, a sua existência já havia sido sugerida com a observação de que oligonucleotídeos contendo elementos repetidos de TG e GATA/GACA detectam polimorfismo quando utilizados como sondas RFLP. Os elementos repetidos mais frequentes em mamíferos são extensos de di-nucleotídeos CA e TG . Em plantas, uma busca em bancos de dados de sequências de ADN publicadas revelou que sítios de microsatélites são largamente distribuídos com uma freqüência de um a cada 50 mil pares de bases. Sua presença foi constatada em 34 espécies vegetais, sendo que o alimento repetido mais comum foi o di-nucleotídeo AT claramente documentaram a presença de sequências simples repetidas em plantas pela primeira vez.O experimento surpreendentemente incluiu 5 espécies arbóreas tropicais além de milho. Marcadores baseados em microsatélites estão atualmente sendo desenvolvidos para aplicações de mapeamento genético para algumas culturas anuais de maior expressão tais como soja, arroz e trigo bem como, para arbóreas florestais como Pinus e frutíferas como Citrus. 

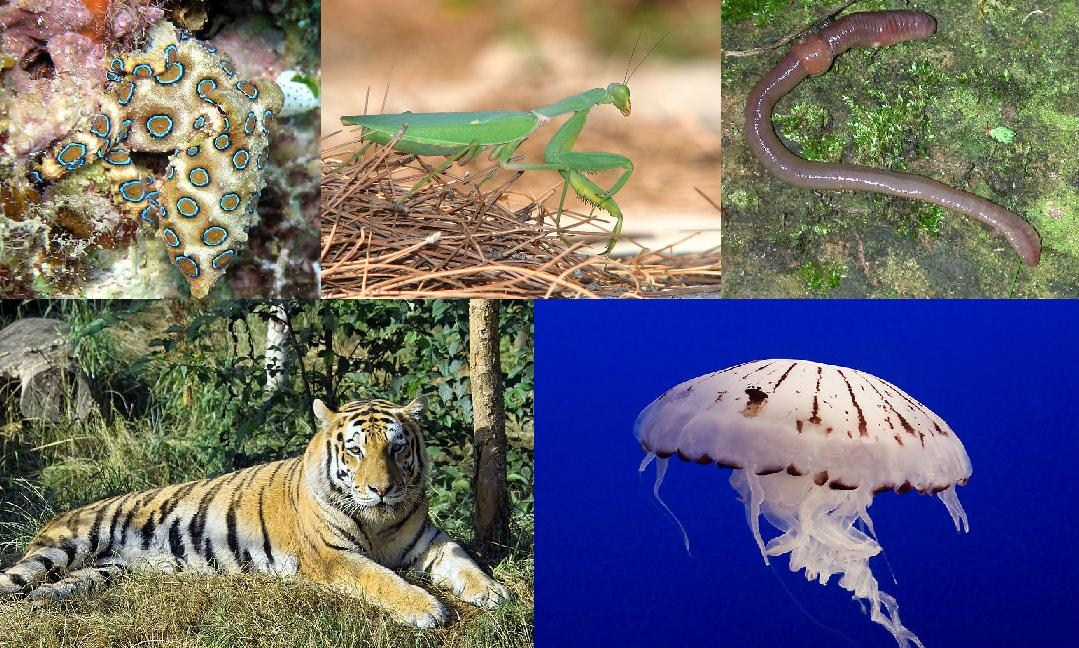
Os microsatélites tem uma vasta utilidade.

## Base genética e detecção de marcadores microsatélites
Regiões contendo sequências simples repetidas são amplificadas individualmente através de PCR utilizando-se um par “primers” específicos (de 20 a 30 bases) complementares a sequências únicas que flanqueiam e microsatélite. Segmentos amplificados a partir desses sítios quase que invariavelmente apresentam um polimorfismo extensivo, resultante da presença de diferentes números de elementos simples repetidos. Assim, cada “ilha” microsatélite, independentemente do elemento repetido (CA, TG, ATG, etc.), constituiu um loco genético altamente variável, multialélico, de grande conteúdo informativo. Cada segmento amplificado de tamanho diferente (geralmente de várias dezenas até algumas centenas de pares de bases) representa um alelo diferente do mesmo loco. Apresenta a base genética dos marcadores microsatélites. 

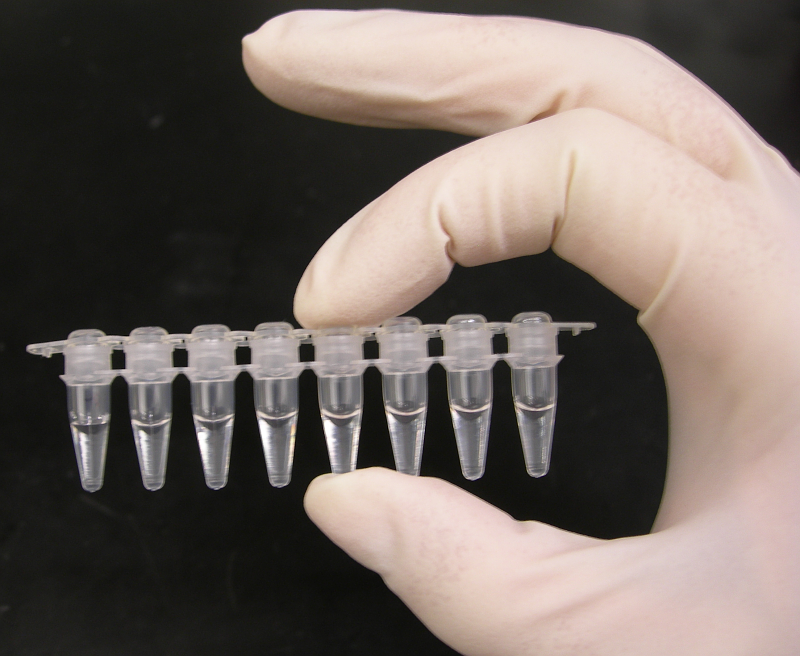
Oito tubos de PCR, cada tubo contendo 100μl.

 A detecção de sequências SSR via PCR, é feita em gel de eletroforese utilizando-se poliacrilamida ou agarose especial de alta resolução, uma vez que é necessário um gel adequado para separação de segmentos que diferem por poucos pares de bases, dependendo do número de nucleotídeos do elemento repetido no microsatélite. A visualização das bandas no gel pode ser feita diretamente com brometo de etídio, nitrato de prata ou através de autoradiografias, ou se utilizar primers marcados com radioisótopos na reação de PCR. Cada loco de microsatélites é analisado individualmente ao se analisar o par de “primers”, constituído especialmente para sua amplificação. Mais do que um loco pode ser analisado de cada vez, quando os alelos de cada loco têm tamanho suficientemente diferentes e migram para zonas separadas no gel. Nesses métodos de genotipagem, denominados “multiplex”, mais do que um par de “primers” específicos é utilizado simultaneamente, na mesma reação de PCR. Locos SSR parecem ser somaticamente estáveis, possuem expressão co-dominante, ou seja, ambos os alelos de um indivíduo heterozigoto são visualizado e são altamente multialelos, numa população onde potencialmente todos os alelos daquele loco podem ser detectados e discriminados.

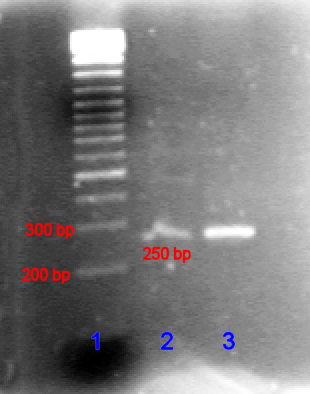
Resultado da PCR após ser realizada uma eletroforese em gel de agarose ou de poliacrilamida.

## Vantagens de marcadores microsatélites
Tendo em vista a expressão co-dominante e multialelismo, os marcadores SSR são os que possuem o mais elevado conteúdo de informação de polimorfismo, ou seja, “PIC” (“Polymorphism Information Content”) na triminologia de marcadores moleculares. Por causa disso, essencialmente, toda e qualquer população segregante pode ser utilizada como população referência, para estudos de ligação e mapeamento genético. Assim, a escolha da população para mapeamento não mais precisa ser feita com base na maximização da distância genética, e sim, visando a população mais informativa do ponto de vista das características biológicas ou econômicas de interesse. Os SSR são muito freqüentes e distribuídos ao acaso, permitindo a mais completa cobertura de qualquer genoma eucarioto. A observação, pelo menos em genomas animais, de que ocorre conservação de sítios de microsatélites entre espécies relacionadas, torna possível, em alguns casos, a transferência de marcadores entre espécies ou mesmo gênero, usando-se primers heterólogos. Somado estas características genéticas, os segmentos polimóficos gerados são pequenos o suficiente para serem detectados utilizando-se a reação PCR. Todas estas características reunidas, fazem com que marcadores baseados em SSR sejam marcadores ideais para mapeamento genético e físico de genomas, para a identificação e discriminação de genótipos e estudos de genética de populações. A relevância, o nível de recursos e o número de laboratórios envolvidos fizeram com que milhares de marcadores SSR tenham sido desenvolvidos como parte do projeto de mapeamento do genoma humano. Os primeiros mapas genéticos do genoma humano baseados em centenas de marcadores microsatélites foram publicados nos últimos anos. Microsatélites representam um passo muito importante do projeto genoma humano, após resolverem os problemas associados ao baixo nível de polimorfismo dos locos RFLP anteriormente utilizados para mapeamento. Mapas semelhantes foram construídos para camundongos, ratos e para animais domésticos, entre eles bovinos, suínos  e caprinos.Em soja, vários grupos estão desenvolvendo marcadores e mapas genéticos baseados em SSR. Isto se deve não somente à grande expressão e valor comercial da cultura no mundo, mas também aos baixos níveis de diversidade genética ao nível de ADN no germoplasma cultivado, o que tem tornado a construção de mapas genéticos baseados em RFLP ou mesmo RAPD difícil e tediosa.

## Limitações de marcadores microsatélites
O protocolo de obtenção de marcadores SSR envolve resumidamente os seguintes passos. Uma biblioteca genômica de fragmentos genômicos pequenos (300 a 50 pares de bases) é construída para o organismo de interesse. Estes clones são relacionados para a presença de microsatélites utilizando-se sondas sintéticas complementares aos elementos repetidos mais comuns no organismo. Os clones positivos são seqüenciados e pares de “primers” específicos são construídos para sequências únicas cuidadosamente relacionadas (utilizando-se programas de computador) de cada lado do microsatélite.No desenvolvimento de microsatélites para mapeamento humano, de um total de 12.014 clones seqüenciados, somente 2.995 foram selecionados para a obtenção de SSR. A maioria dos descartes se deve, geralmente, a um número muito reduzido de elementos repetidos no microsatélite (somente clones com acima de 10 a 12 di-nucleotídeos são úteis), ou à posição do microsatélite nas extremidades do clone, o que não permite a seleção apropriada de primers específicos. Com um fator de seleção de 1 a 6, uma grande quantidade de trabalho de seqüenciamento é necessária para o desenvolvimento de cada marcador. Para reduzir a quantidade de trabalho, em vez de sequênciar todas as 4 bases, pode-se seqüenciar apenas uma das bases presentes no elemento repetido (ex. somente A ou somente T para elementos AT de plantas). Esta informação é suficiente para se descartar clones com base na posição e extensão do microsatélite. Diversas estratégias têm sido desenvolvidas nos últimos anos visando acelerar a seleção de clones genômicos contendo microsatélites. A limitação básica que existe hoje para a aplicação mais ampla desta tecnologia na análise genética e melhoramento de plantas refere-se à grande quantidade de trabalho envolvida, exigindo pessoal especializado e equipamento sofisticado para seqüenciamento automático aliado ao elevado custo de um empreendimento desta natureza. Além disso, para várias espécies de plantas, principalmente de hábito alógamo, o elevado nível de diversidade genética no ADN, detectável com técnicas mais acessíveis, não justifica, hoje, a magnitude do investimento necessário para o desenvolvimento de marcadores baseados em SSR. Entretanto, na medida em que novas estratégias moleculares para o isolamento de clones contendo microsatélites e que as metodologias utilizadas para seqüenciamento se tornarem mais simples, automatizadas e economicamente acessíveis, esta tecnologia será certamente utilizada para um número cada vez maior de espécies.

## O futuro de microssatélites
O processo evolutivo de repetições simples está longe de ser simples. Uma implicação importante da complexidade da evolução de microssatélites é, portanto, que o cuidado deve ser tomado, quando se utiliza dados de microssatélites na população de estudos de genética. Por exemplo, a significativa taxa de mutação e heterogeneidade entre os locos, significa que ele pode ser difícil para traduzir as estimativas de distância genética em absoluto prazos. Da mesma forma, preconceitos direcionais no processo de mutação podem ter consequências importantes para a interpretação das diferenças, na distribuição de tamanho entre os alelos das espécies, especialmente se o personagem for diferente entre as 116 espécies. Futuros modelos matemáticos de evolução de microssatélites, deverão ter como objetivo incorporar, como muitas das diferentes formas de heterogeneidade mutacional possível. Aqueles que usam microssatélites em estudos de genética populacional devem selecionar apenas os marcadores que estão bem caracterizados, em termos de mutação propriedades (taxas de mutação, direcionalidade, se todos os alelos de igual comprimento são idênticos em seqüência), e, preferencialmente, usa marcadores que mostram uniformes taxas e padrões, como alternativa, mas, em muitas espécies menos realisticamente, o uso de muitos marcadores poderiam compensar para heterogeneidade nas propriedades mutacional entre os locos. Microssatélites continuam a encontrar sua aplicação em áreas, tais como mapas de ligação, o teste de paternidade, análise forense e para a inferência de processos. Mais recentemente, eles encontraram a maioria de uso em desequilíbrio de ligação, estudos de mapeamento, em que as associações entre marcadores e locos de características são procuradas pela população amostra e no mapeamento de carona, na qual o genoma larga telas para as regiões que apresentam sinais de seleção são feitas. Mas também há perspectivas de novas aplicações. Dada a sua alta taxa de mutação, microssatélites oferecem um meio realista, para estudar como a taxa de mutação genômica global é afetada por fatores ambientais (toxicologia genética).Elevadas taxas de mutações de microssatélites em germinativas foram observados em animais e plantas, que são expostos às radiações, ee,observações semelhantes têm sido feitas para minissatélites em humanos.Taxas estimadas de mutação de microssatélites em amostras, são expostos a diferentes formas de radiação ou compostos tóxicos poderão, quando configurado corretamente em relação aos dados de grupos de controle, ajuda para fazer avaliações de risco.